# Поляков, Кирилл Валентинович
Кири́лл Валенти́нович Поляко́в (род. 17 сентября 1973, Ленинград, РСФСР, СССР) — российский государственный и политический деятель, вице-губернатор Санкт-Петербурга (с 8 июня 2022).

## Биография
В 1995 году окончил Ленинградский технологический институт холодильной промышленности по специальности «инженер-механик оборудования пищевых производств».
В 1995—2001 годах — коммерческий директор предприятия «Торговля от „Петмола“» (специализируется на обеспечении сельхозпредприятий Ленинградской области кормами, топливом, сельхозмашинами и запчастями)
С 2001 года — генеральный директор ЗАО «Агро-Петмол-Инвест», затем — председатель правления ООО «Агросоюз „Регионы“», осуществляющего инвестиции в сельское хозяйство Ленинградской области
В декабре 2001 года был избран депутатом Законодательного собрания Ленинградской области третьего созыва (по Ломоносовскому избирательному округу N 32), вошел в состав фракции «Диалог», затем во фракцию «Социалистическая единая партия России», стал членом постоянной комиссии по сельскому хозяйству, перерабатывающей промышленности и потребительскому рынку и комиссии по экологической безопасности и природопользованию
20 мая 2003 года был избран Председателем Законодательного собрания Ленинградской области, находился в этой должности до 2007 года.
В 2004 году окончил Северо-Западную Академию Государственной службы по специальности «юрист»
C июня 2004 года — председатель регионального политсовета Социалистической единой партии России
В 2006 году избран депутатом Законодательного собрания Ленинградской области четвёртого созыва, член фракции «Единая Россия»
В июне 2009 года избран председателем Совета директоров ОАО «Кировский завод».
С октября 2013 года — 2020 год — генеральный директор АНО «Дирекция по развитию транспортной системы Санкт-Петербурга и Ленинградской области».
C февраля 2013 года — май 2018 года — Советник Министра транспорта РФ на общественных началах по Северо-Западному федеральному округу.
С июля 2014 года — 2016 год президент Ленинградской областной торгово-промышленной палаты.
С августа 2017 по настоящее время — генеральный директор АНО «Транспортная дирекция чемпионата мира по футболу 2018 года в Российской Федерации».
С 20 мая 2020 года был назначен председателем Комитета по транспорту.
С 8 июня 2022 года стал вице-губернатором Санкт‑Петербурга.
Член политической партии «Единая Россия». Координатор «Молодой Гвардии „Единой России“» по Северо-западу. Кандидат экономических наук. Является почетным доктором Ленинградского областного института экономики и финансов.
Член попечительского совета Северо-Западного института — филиала РАНХиГС.
Женат, имеет двух сыновей.

## Награды
- Орден «За заслуги» Российского союза ветеранов Афганистана.
- Орден Святого князя Александра Невского I степени;
- Орден Святого благоверного князя Даниила Московского III степени;
- 2003 год — медаль «В память 300-летия Санкт-Петербурга»;
- 2005 год — медаль «В память 1000-летия Казани»;
- 2009 год — знак отличия Ленинградской области «За вклад в развитие Ленинградской области»;
- 2010 год — медаль Ордена «За заслуги перед Отечеством» ӀІ степени[4];
- 2016 год — почётный знак Торгово-промышленной Палаты России;
- 2016 год — почётная грамота Губернатора Ленинградской области;
- 2016 год — медаль Министерства транспорта РФ «За безупречный труд и отличие» ІІІ степени;
- 2017 год — Орден Дружбы;
- 2017 год — медаль Министерства транспорта РФ «За строительство транспортных объектов»;
- 2019 год — почётная грамота Президента Российской Федерации В. В. Путина (за вклад в подготовку и проведение Чемпионата мира по футболу ФИФА 2018 года);
- 2019 год — медаль «За взаимодействие» (ФСО России).

## Критика
Рассказывая в Telegram-канале о поставке 25-го электропоезда «Балтиец» на Кировско-Выборгскую линию, вместе с губернатором Александром Бегловым утверждает об изготовлении поезда на Октябрьском электровагоноремонтном заводе в Санкт-Петербурге, тогда как там лишь ведётся досборка — оснащение дверьми и электрооборудованием, а на мытищинском заводе «Метровагонмаш» осуществляется производство кузовов.